# Le Ruisseau de Bonis
Le Ruisseau, op. 21, est une œuvre de la compositrice Mel Bonis datant de 1894.

## Composition
Mel Bonis compose sa mélodie Le Ruisseau sur un texte de son amant Amédée-Louis Hettich dans deux versions différentes : l'une pour deux voix, chœur et orchestre, l'autre pour chœur à deux voix avec accompagnement de piano. Les deux versions sont dédiées à Mme Georges Aboilard. La version pour chœur, soprano et contralto avec accompagnement d'orchestre n'a été publiée qu'à titre posthume par les éditions Furore en 2020. La version pour chœur à deux voix a été composée en 1894. Elle a été publiée la même année aux éditions Leduc puis rééditée en 2004 et en 2014 aux éditions Armiane.

## Analyse
Le Ruisseau est tiré du recueil d'Amédée-Louis Hettich Vers à chanter, publié en 1899 aux éditions Leduc.
L'œuvre est, dans sa version pour orchestre, écrite dans la tradition romantique et est dominée par un caractère descriptif. Cependant, elle présente une connaissance limité de l'orchestre. Mel Bonis utilise par exemple le cornet à piston pour des tenues comme au cor alors qu'il peut avoir un jeu rapide, souple et léger. L'élément aquatique est le thème du poème, et il est abondamment exploité par la compositrice. Le thème est un accompagnement constant de doubles croches dans la première et la dernière partie de l'œuvre. Le thème est renforcé par l'utilisation de la clarinette et des altos avec beaucoup de chromatismes. La mélodie est en mi majeur, divisé en trois parties de forme ABA' et s'applique à traduire en musique les mots du poème.

## Discographie
- Bonis: L'œuvre vocale, Valérie Gabail (soprano), Astrid Pfarrer (mezzo-soprano), Eric Cerantola (piano), Doron Music, 2006

## Sources
- Étienne Jardin, Mel Bonis (1858-1937) : parcours d'une compositrice de la Belle Époque, 2020 (ISBN 978-2-330-13313-9 et 2-330-13313-8, OCLC 1153996478, lire en ligne)